# Президентские выборы в Таджикистане (1994)
Вторые в истории Таджикистана президентские выборы прошли 6 ноября 1994 года, во время разгара гражданской войны, которая длилась в этой стране с мая 1992 года по июнь 1997 года. На выборах планировалось возродить институт президентства в Таджикистане, так как с ноября 1992 года до начала этих выборов, фактически главой страны являлся председатель Верховного Совета Республики Таджикистан. Одновременно с президентскими выборами, в стране проводился всенародный конституционный референдум, на котором была принята новая конституция республики. За новую конституцию проголосовали 95,7 % голосующих.
В качестве первого кандидата в президенты Республики Таджикистан, был выдвинут Эмомали Рахмонов, который с ноября 1992 года являлся председателем Верховного Совета Республики Таджикистан, и фактически являлся действующей главой государства. Рахмонова, хотя и неофициально, поддерживала правящая в стране Коммунистическая партия Таджикистана.
Вторым и последним кандидатом в президенты стал тогдашний посол Таджикистана в Российской Федерации, бывший премьер-министр страны — Абдумалик Абдулладжонов. Его поддерживали в основном часть демократов. Оппозиционным силам не разрешалось в этот период создавать политические партии и движения, а представители из оппозиции не были допущены для участия на выборах. В результате этого, оппозиция, в том числе и Объединённая таджикская оппозиция, единогласно объявила бойкот выборам, заявив что при нынешних властях невозможны свободные выборы.
Выборы проходили в условиях продолжающейся гражданской войны. В сентябре 1994 года, раунд межтаджикских переговоров в Тегеране предусматривал официальный режим прекращения огня. Первоначальная запланированная дата выборов была 25 сентября, но к началу сентября был зарегистрирован только Эмомали Рахмонов из-за бойкота выборов со стороны оппозиции, поэтому выборы было решено отсрочить на поздний срок.
Выборы также были организованы в дипломатических представительствах (посольства и консульства) Таджикистана за рубежом, так как несколько десятков тысяч таджикистанцев вынужденно находились за пределами Таджикистана из-за войны. Так, наибольшее количество голосующих пришло на дипломатические представительства Таджикистана в Афганистане и странах СНГ.
ООН и СБСЕ (тогдашняя аббревиатура ОБСЕ) не направляли в Таджикистан наблюдателей, считая положения новой конституции и закона о выборах не отвечающими международным стандартам. Немногочисленные иностранные наблюдатели выборов из стран СНГ, Ирана, Пакистана и Турции заявили, что, нарушений в ходе выборов и референдума они не выявили. Оппозиция считала избранного президента нелегитимным, сторонники Абдумалика Абдулладжонова обвиняли власти республики в фальсификациях итогов выборов.

## Результаты
| Кандидат                              | Голоса    | %       |
| ------------------------------------- | --------- | ------- |
| Эмомали Рахмонов                      | 1 434 437 | 59,54%  |
| Абдумалик Абдулладжонов               | 835 861   | 34,69%  |
| Против всех и недействительные голоса | 139 032   | 5,77%   |
| Всего                                 | 2 409 330 | 100,00% |
| Источник:                             |           |         |